# Вулиця 68 Десантників (Миколаїв)
Ву́лиця 68 Деса́нтників (раніше — Апте́карська) — вулиця в Миколаєві, названа на честь 68 десантників десанту Ольшанського. Обмежується вулицями Садовою на заході і 1-ю Воєнною на сході. 

## Розташування
Вулиця розташована в Адміралтейській частині міста (інша назва — Адміралтейська слобідка). Бере свій початок від перетину з Садовою вулицею і простягається на схід, де її перериває 1-а Воєнна вулиця. Загальна протяжність близько 970 метрів.

## Історія
Першу назву вулиці, Аптекарська, було дано у 1835 році міським поліцмейстером Г. Г. Автомоновим. Вона починалася від кварталу, займаного комплексом державної аптеки Морського відомства, до якого входили аптека, аптечна лабораторія і «аптекарський город», чим і пояснюється її назва.
Аптекарську лабораторію позначено на плані міста у 1832 році.
Після німецько-радянської війни вулицю було перейменовано на вулицю 68 Десантників — в пам'ять про 68 десантників десанту Ольшанського, які в ніч з 25 на 26 березня 1944 року висадилися біля елеватора в миколаївському морському порту і змогли стягнути на себе велику силу противника, що допомогло при деокупації міста 28 березня.

## Пам'ятки та будівлі
- Від місця перетину з 2-ю Слобідською вулицею до комплексу будівель Чорноморського національного університету імені Петра Могили розташовується Адміралтейський парк — частина Адміралтейської площі.
- За адресою вулиця 68 Десантників, 15 розташовується особняк II половини XIX століття. Будівля має статус щойно виявленого об'єкту культурної спадщини[4].
- Від Адміралтейського парку до 1-ї Воєнної вулиці вздовж вулиці 68 Десантників розташовується компелкс будівель Чорноморського національного університету імені Петра Могили.
- На розі вулиць 68 Десантників і 1-ї Воєнної розташовується будівля колишнього Ломоносівського училища 1899 року. Будівля має статус щойно виявленого об'єкту культурної спадщини[4].